# San Juan (Chiriquí)
San Juan es un corregimiento del distrito de San Lorenzo en la provincia de Chiriquí, República de Panamá. La localidad tiene 1.637 habitantes (2010).
Es el corregimiento con más actividad comercial del Distrito de San Lorenzo (Panamá), ya que, su mayor beneficencia es la Carretera Panamericana, que atraviesa el pueblo dividiéndolo en 2 partes. Es cuna de jugadores de Fútbol, Sóftbol, Béisbol y juegos de "Lazo y maneo". Su santo patrono es Juan el Bautista.